# Dolly il sesso biondo
Dolly il sesso biondo è un film erotico/drammatico del 1979 (o del 1980) di produzione italiana diretto da Luigi Russo.